# Барбара Краузе
Барбара Краузе  (нім. Barbara Krause, 7 липня 1959) — німецька плавчиня, олімпійська чемпіонка.

## Виступи на Олімпіадах
| Олімпіада   | Дисципліна                            | Місце |
| ----------- | ------------------------------------- | ----- |
| Москва 1980 | плавання на 100 метрів вільним стилем | 1     |
| Москва 1980 | плавання на 200 метрів вільним стилем | 1     |
| Москва 1980 | естафета 4 × 100 вільним стилем       | 1     |